# Ángel Augusto de Monasterio
Ángel Augusto de Monasterio e Ibáñez (Santo Domingo de la Calzada de Castilla la Vieja, España, 28 de febrero de 1777 - costa rioplatense de Santa Rosa de Canelones de la Provincia Cisplatina, Reino Unido de Portugal, Brasil y Algarve, 18 de septiembre de 1817) era un hidalgo, escultor, ingeniero, militar y político argentino de origen español que participó en la organización militar de las Provincias Unidas del Río de la Plata, actuando como brigadier del Estado Mayor del gobierno revolucionario de Buenos Aires en 1811, y fue el responsable de la construcción de baterías, de los primeros cañones y morteros fabricados en la cuenca rioplatense.

## Biografía

### Origen familiar y primeros años
Ángel Augusto de Monasterio había nacido el 28 de febrero de 1777 en Santo Domingo de la Calzada de La Rioja española, integrante entonces de Castilla la Vieja que formaba parte de la Corona de España.
Su padre era el hidalgo Pedro Vicente de Monasterio y Monasterio (n. Güemes de la merindad cántabra de Trasmiera, 20 de abril de 1744) —un hijo de Pedro de Monasterio Bárcena y de Palacio (ib., 15 de noviembre de 1700 - ib., antes de 1748), casado en Güemes desde el 29 de enero de 1730 con su prima segunda Teresa de Monasterio Cueto y Pellón de la Puente (n. ib., ca. 1710)— escultor continuando la profesión tradicional en la familia. Su madre era Casilda Ibáñez (n. Santo Domingo de la Calzada, ca. 1757).

### Estudios académicos

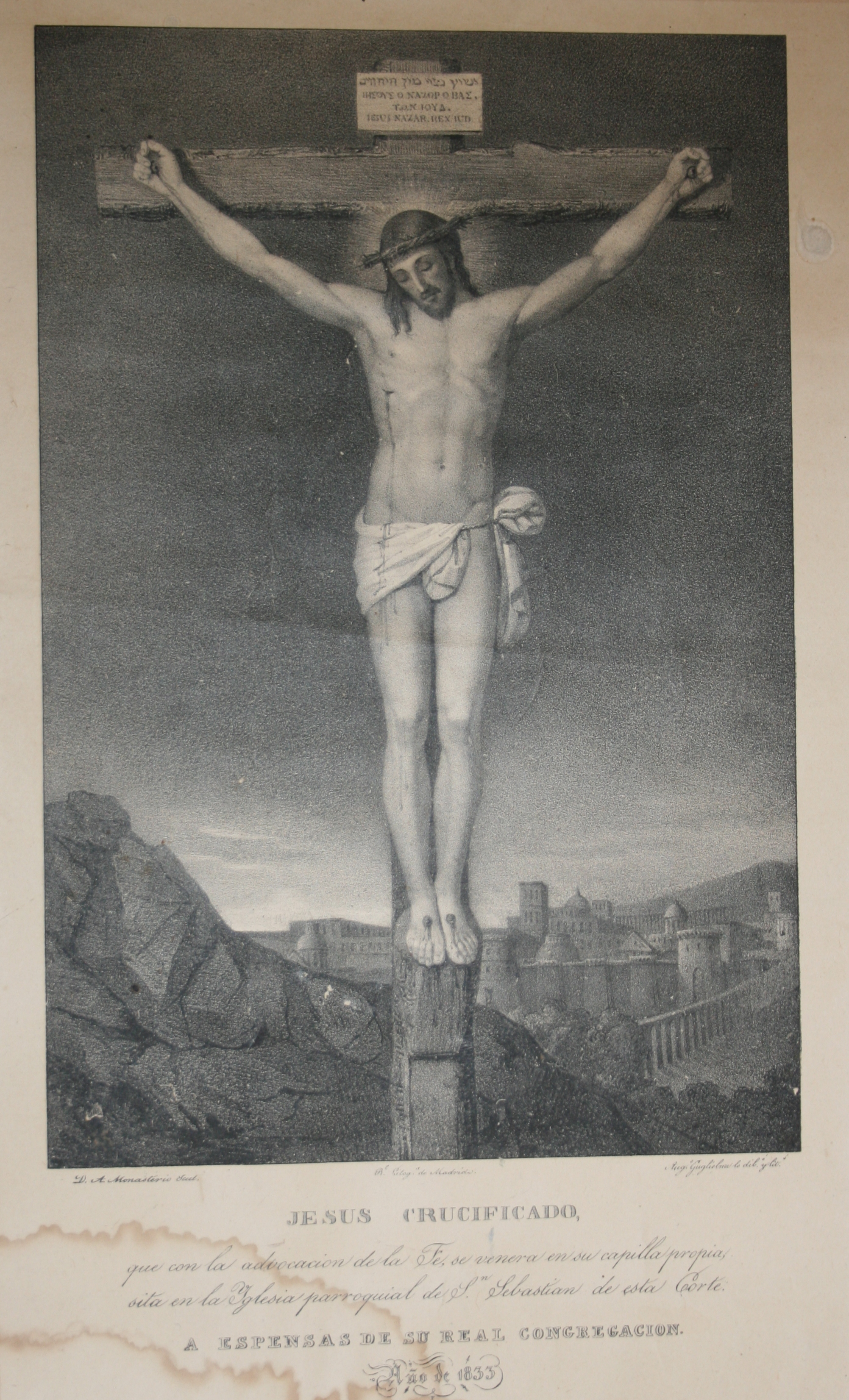
Ángel Monasterio. Cristo de la Fe como se hallaba en su capilla de la iglesia de San Sebastián de Madrid. Litografía de Augusto Guglielmi. Real Establecimiento Litográfico de Madrid, 1833.

Bajo la dirección de su padre inició sus estudios de escultura que amplió en Madrid, en la Real Academia de San Fernando, distinguiéndose pronto en los concursos generales de 1796, en los que obtuvo el premio de segunda clase y, en 1802, el primer premio de primera clase.
Fue designado académico de mérito en 1803, cuando comenzaría sus estudios en Ingeniería, recibiéndose al tiempo que asumiría la cátedra de dibujo en la Academia de Guardiamarinas de Cádiz, en 1808.
De su trabajo como escultor se ha conservado un relieve en barro cocido con el tema de la Prisión de Sansón (Real Academia de Bellas Artes de San Fernando) y un busto en mármol de Gaspar Melchor de Jovellanos (Sevilla, 1809) conservado en la Real Academia de la Historia, encargo de lord Holland, del que existen en la de San Fernando vaciados en barro y escayola. Suyo era el Cristo de la Fe o de los Alabarderos en la iglesia de San Sebastián de Madrid, encargado por su congregación en 1806 para sustituir al primitivo y muy delicado del siglo XVII, imagen que resultó destruida al caer al suelo durante la procesión de Viernes Santo de 1835. También por encargo de la Regencia realizó en 1809 el modelo para la medalla que debía honrar a los héroes de los sitios de Zaragoza y en la catedral de su ciudad natal se le atribuyen una Virgen del Rosario y otro Crucifijo.

### Traslado al Río de la Plata y la Revolución de Mayo

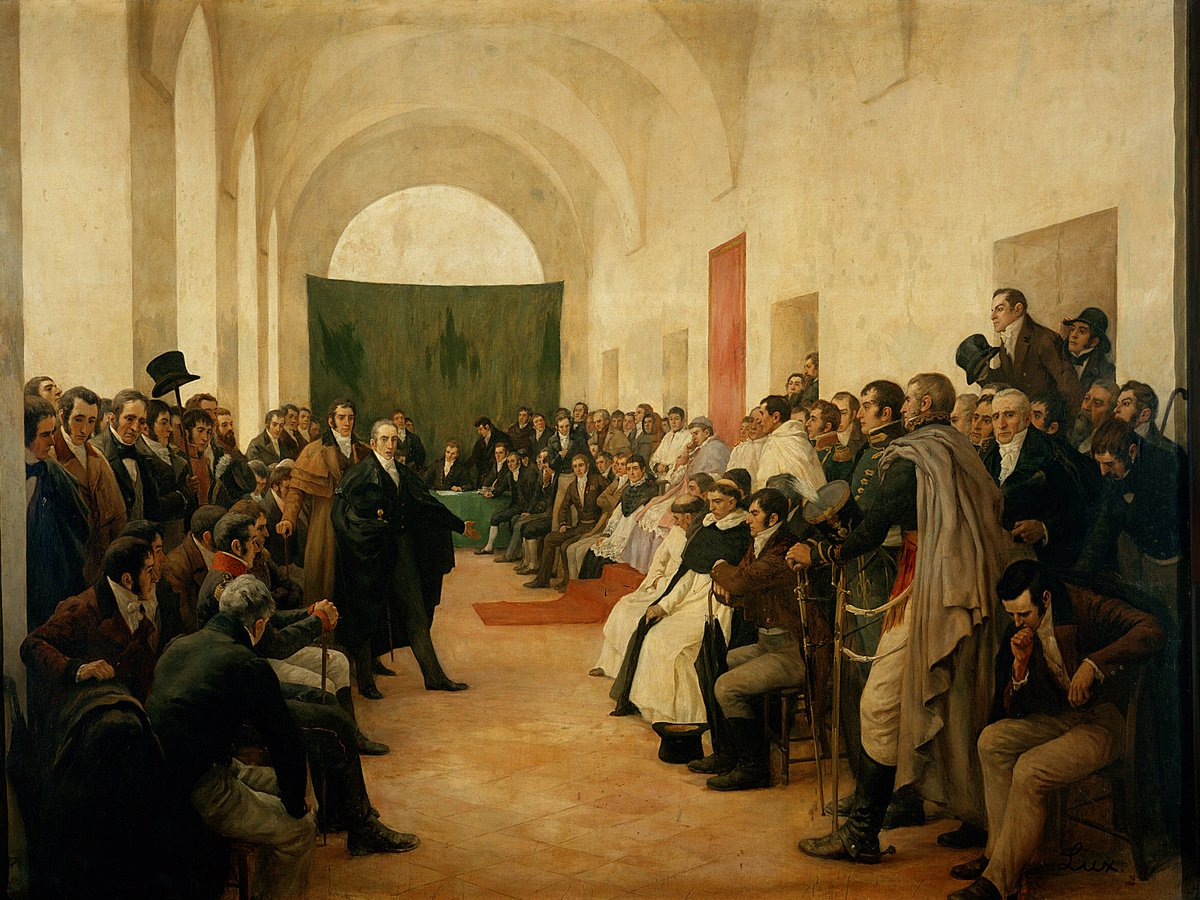
Cabildo abierto del 22 de mayo.

La situación política de España tras la invasión napoleónica lo llevó a servir en la administración pública dirigida por la Junta de Sevilla que a principios de enero de 1810 lo destinaría a la administración de correos de la villa de Potosí.
Una vez en el Virreinato del Río de la Plata hacia abril del mismo año, contactó con su familia de Buenos Aires, en donde residía su primo, el rico comerciante naval y cabildante Martín José de Monasterio, y quien lo conectara con su futuro cuñado Manuel de Sarratea, con el cual se desempeñó como empleado de comercio antes de enlazarse con su hermana.
Al pasar por la Banda Oriental, simpatizaría con la Revolución de Mayo surgida en Buenos Aires pero encontrándose en Montevideo se vio impedido de seguir a aquella ciudad ante la ruptura de las relaciones y el posterior bloqueo, por lo que trató de pasar furtivamente con Samuel William Taber, un comerciante estadounidense que procuraba construir en Buenos Aires un submarino y que había sido enviado a Montevideo para efectuar tareas de espionaje.
A comienzos de marzo, ante las noticias de que se restablecería el bloqueo, Taber recibió instrucciones de la Junta de abandonar urgentemente el territorio realista de Montevideo, para lo cual adquirió un bote en el puerto. El 8 de marzo cuando abandonaba la bahía acompañado por dos capitanes —uno de ellos era José María Lorenzo— y dos tenientes —como ser Rafael Zaldarriaga— siendo estos, desertores de la guarnición española. También los acompañaba el ingeniero Ángel Monasterio, posiblemente para auxiliarlo en la tarea del submarino, pero fueron descubiertos, capturados por un bote español y apresados. Taber fue deportado a su país pero lograría escapar cuando el barco que lo llevaba anclara en Río de Janeiro, nueva capital del reino portugués en el exilio, siendo la única capital europea fuera del continente.

### Inicios en el ejército patriota
Cuando el gobernador Francisco Javier de Elío se disponía a remitir al ingeniero Monasterio y a los militares citados a Cádiz (España), el tratado de pacificación de octubre de 1811 entre aquel y la Junta Grande, le permitió trasladarse a Buenos Aires a mediados de noviembre del citado año, recibiéndolo con las mayores consideraciones.

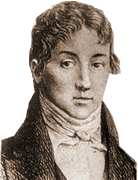
Manuel de Sarratea.

El 19 de noviembre de 1811 el Primer Triunvirato creó un Estado Mayor y Ángel Monasterio fue parte del mismo, como responsable del cuerpo de artillería:

ARTICULO DE OFICIO.
Buenos Ayres noviembre 16 de 1811.
En el día de hoy ha realizado este gobierno la formación del estado mayor militar tan importante por sús objetos á las causas de estas provincías en su consequencia, y para que le constituya, ha elegido los sugetos cuyos cargos son de la denominación siguiente. Para xefe del expresado estado mayor al coronel D. Francisco Xavier de Viana, para secretarios ayudantes de infanteria y caballería de él, en primer lugar al coronel D. Marcos Balcarce, y para segundo el teniente coronel D. Ignacio Alvarez Tomás; para secretarios ayudantes de ingenieros, al sargento mayor de este cuerpo D. Mauricio Verlanga, quedando reservado el nombramiento del otro individuo de su clase; para secretarios ayudantes del cuerpo de artillería á D. Ángel Monasterio de primero , y á D. Juan Ramon Roxas de segundo; y para auxiliar de real hacienda á D. José Gómez Fonseca, oficial primero de la comisaría de guerra, cuyos cargos deben exercerlos sin otro sueldo que el que les corresponde por su empleo á cada uno.
Gazeta de Buenos-Ayres, Martes 19 de noviembre de 1811

El 27 de noviembre del mismo año, se incorporó al Ejército Argentino con el grado de capitán. El 19 de diciembre, fue promovido a teniente coronel, y nombrado inspector de las Escuelas Militares.

### Baterías sobre el Paraná

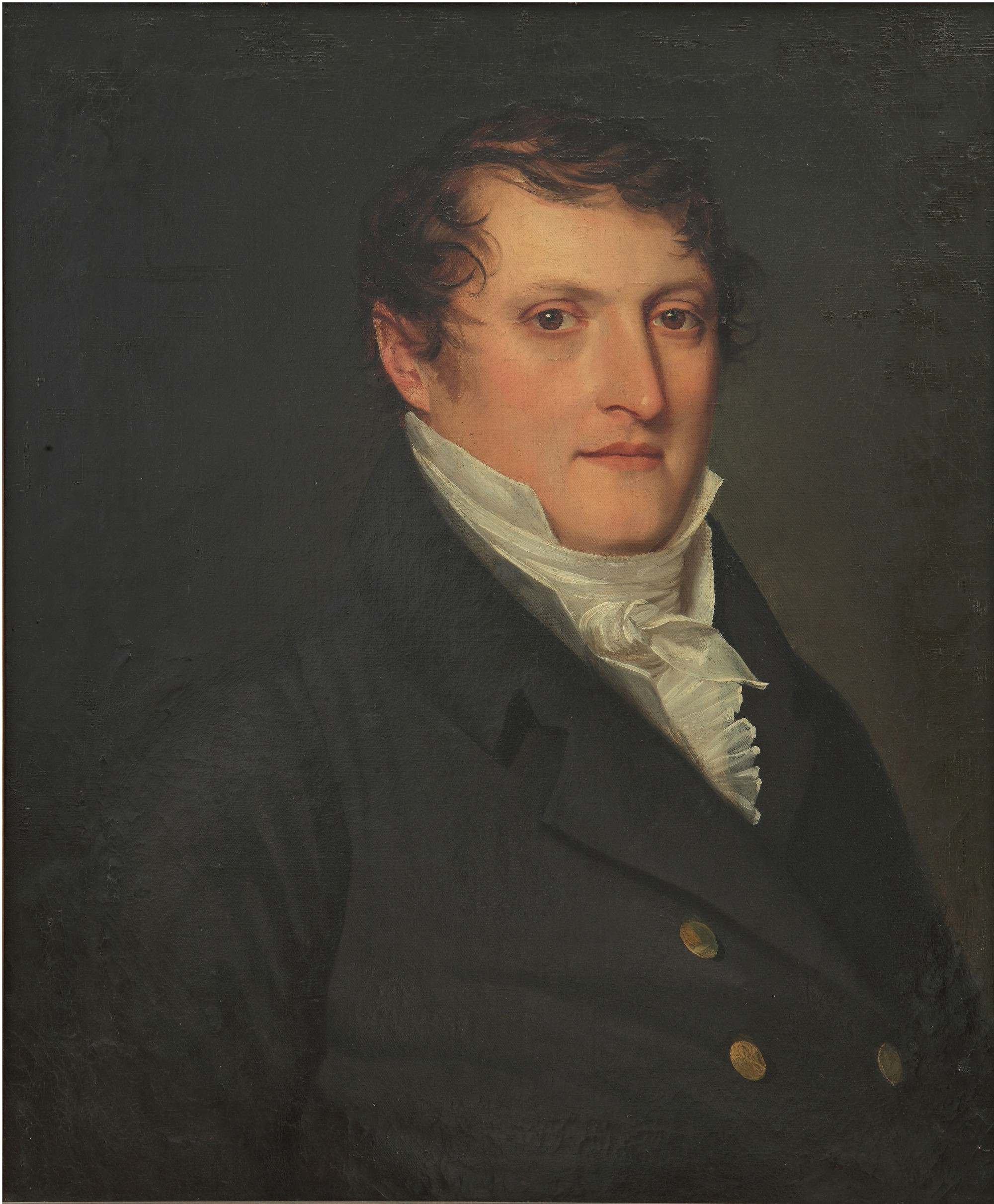
Manuel Belgrano.

El 7 de febrero de 1812, llegó a la villa del Rosario para iniciar las tareas que se le encomendaron en concurso con Manuel Belgrano, tendientes a la fortificación de las barrancas del río Paraná a la altura de dicha localidad, así como la construcción de baterías en las islas adyacentes, con la cooperación de Cosme Maciel quien fuera un constructor de barcos fluviales. Para la obra de los bastiones se solicitó la colaboración de los vecinos, a fin de acelerar los trabajos que duraron dos semanas, al término de las cuales, el día 27 enarboló Belgrano por primera vez la enseña argentina. Monasterio fue así, uno de los primeros oficiales en jurarle obediencia. También hizo un cuidadoso estudio hidrográfico del río Paraná.

Bandera usada por Belgrano en 1812.

Con el auxilio del capitán Mateo Castro, un ingeniero militar, se construyó una batería en el Paso de Hernandarias y otra en Punta Gorda, en la margen occidental del río Paraná.
Envió al Triunvirato un documento recomendando al teniente coronel José de San Martín con los siguientes conceptos:

Buenos Aires, marzo de 16 de 1812. 
Del Estado Mayor.
Recomienda la colocación de Don José de San Martín que habiendo emigrado del Ejército de España siendo Comandante en el Regimiento de Dragones de Sagunto con la graduación de Teniente Coronel son útiles sus conocimientos en la carrera".

### La academia y su proyectado plan de estudios

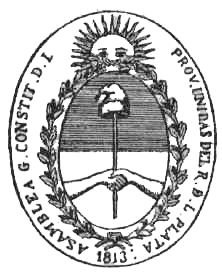
Sello de la Asamblea.

A finales de 1812 el Segundo Triunvirato encargó a Pedro de Cerviño la creación y dirección de una Academia de Matemáticas para militares y la sometió posteriormente a la consideración de la Asamblea del Año XIII. El gobierno había dispuesto que se enseñarían arquitectura civil, militar y naval, y sería de asistencia obligatoria para los cadetes de la guarnición.
Ángel Monasterio presentó otro plan de estudios que se concentraba exclusivamente en las materias militares, incluyendo 

"sólo lo más preciso y peculiar que deben saber los oficiales, descartando muchas materias que he suprimido con el fin de no arredrar a los discípulos con el cúmulo de tratados abstractos y prolijos y que sus aplicaciones no son tan comunes en nuestro sistema actual"

La Comisión nombrada por la Asamblea que estaba integrada por Alvear, Anchoris, López y Monteagudo. se expidió el 31 de mayo a favor del plan de Monasterio por considerar que cumplía "exclusivamente aquel fin [formación militar], acomodándose a nuestras actuales urgencias y recursos", por lo que la Asamblea sancionó una ley que ordenaba "la erección de un instituto militar conforme al plan que a su nota del 26 de abril último acompaña el Supremo Poder Ejecutivo bajo el número 2".

### Cañones para la revolución
Desde el comienzo, la provisión de armas y pólvora fue una prioridad para la revolución. Como primera medida se confiscaron todas las armas existentes en el vecindario y se comisionó entre otros a Manuel Aniceto Padilla para adquirir armas en Inglaterra. A fines de 1810 se creó en Buenos Aires la primera fábrica de fusiles a cargo de Domingo Matheu y una de pólvora en Córdoba.
En 1812 Manuel Belgrano estableció una fábrica de cañones en Jujuy pero no prosperó. En mayo de ese mismo año el Triunvirato encargó a Monasterio que instalara una fábrica de cañones en dos naves desmanteladas de la iglesia destechada de la Residencia, situada en las calles Liniers y Núñez (actuales Defensa y Humberto 1.º), San Telmo, Buenos Aires.
Monasterio sólo había visto fundir cañones una vez en Sevilla pero aceptó el encargo y fue capaz de llevarlo a buen puerto.
El 22 de julio de 1812 se fundió un mortero de bronce, de ánima tronco-ojival hacia la recámara (cónico, a la Gomer), de calibre 12 1/2 pulgadas y el 24 se sacó del molde. El teniente coronel Ángel Monasterio fue ayudado por Simón Araoz: el primero aportó sus conocimientos teóricos y el segundo los prácticos.
El siguiente mortero fue realizado el 15 de agosto de ese año. Se usaron como moldes unos morteros fundidos en Sevilla en 1724 y 1727. Las armas se bautizaron "Túpac Amaru" y "Mangoré".
Un comentarista de la época relata:

"También han quedado concluidos tres cañones, que se han fundido del calibre de a 24, en la fábrica que se estableció por cuenta del estado en este año; y dos morteros de alplaca [sic], todos de bronce, los cuales se han puesto a la vista del público en la Plaza Mayor, cuyos morteros el uno tiene por nombre El Tupac Amaro y el otro, el Mangoré.
Beruti, Juan Manuel, Memorias curiosas, página 223.

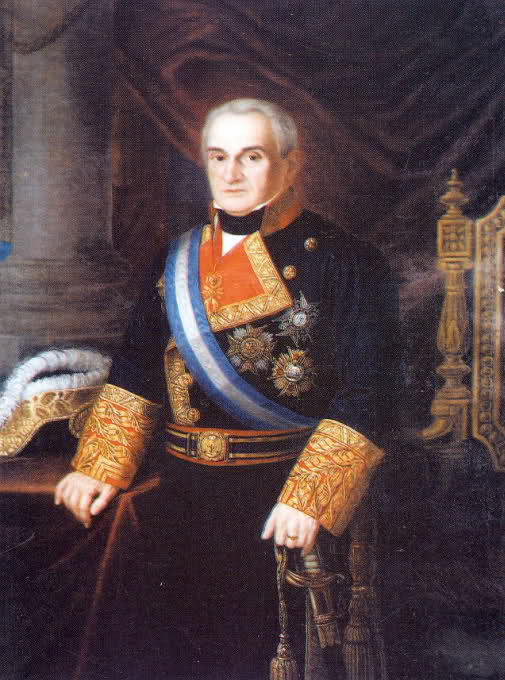
Gaspar de Vigodet.

Los morteros fueron trasladados con grandes dificultades a Montevideo, sometida entonces al segundo sitio por las fuerzas del General Rondeau, y montados en batería con la intervención del coronel austríaco Eduardo Kaillitz, barón de Holmberg. Fueron rebautizadas "Boca Negra" y "Manduré" y el 13 de septiembre de 1813, a las dos de la mañana iniciaron el bombardeo la plaza. Gaspar de Vigodet, gobernador de la plaza, ordenó el retiro de las familias a los barrios del oeste de la ciudad (hacia el Hospital y las Bóvedas) e hizo instalar un vigía en lo alto de la Iglesia Matriz para hacer repicar su campana como advertencia a los ciudadanos para que se protegiesen.
El "Boca Negra" salió de servicio rápidamente pero el "Manduré" siguió efectuando bombardeos nocturnos (durante el día actuaban los cañones), si bien en ocasiones con largos intervalos, hasta el 10 de octubre a las 20 cuando después de haber efectuado 296 disparos estalló con lo que cesó el bombardeo.

"26 de octubre de 1813. Nos llegó la infausta noticia de haberse inutilizado el único mortero que nos había quedado con el que echábamos bombas a Montevideo, pues pocos dias hacia que había llegado a esta capital el primer mortero que a fuerza de echar bombas había reventado por los muñones y este único que había quedado corrió haciendo fuego la misma desgracia, pero con el consuelo de haber entrado en la plaza rebelde de Montevideo más de 300 bombas que, aunque no los ha rendido les ha originado muchos daños."
Beruti, Juan Manuel, Memorias curiosas, página 235

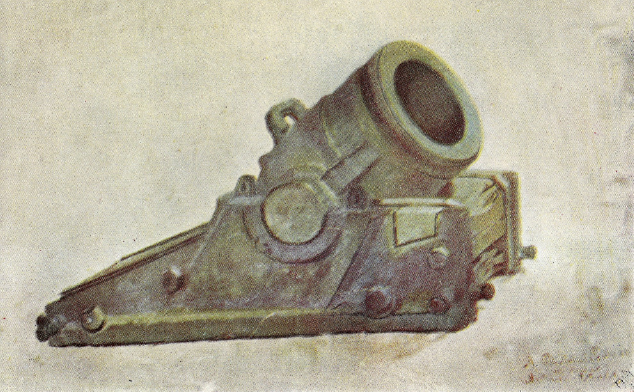
Mortero Monasterio.

Los realistas respondían mediante los disparos de la cañonera Bombillo, situada frente al Arroyo Seco, que disparaba sobre el reducto sitiador, ubicado entre los médanos de esa zona.
Un tercer mortero, con características semejantes a los dos anteriores, fue fundido a principios de 1813, y denominado "Monasterio", en honor al director de la fábrica.
Alentados por el éxito, y una vez que el personal había adquirido mayor experiencia, se intentó la fundición de cañones, requeridos con mayor urgencia por los ejércitos de campaña.
Los primeros cañones livianos (de calibre 8 y 12 pulgadas) se fundieron a comienzos de 1814 y se construyeron un total de ocho, los primeros cuatro de calibre de 8. Los montajes fueron efectuados por la Maestranza de Artillería, anexa al Parque y fueron entregados al Regimiento de Artillería de la Patria.
Destacado miembro de la Logia Lautaro, a principios de 1814 se lo ascendió al grado de coronel, con el nombramiento de jefe del regimiento de Artillería, y días después el director supremo Gervasio Antonio de Posadas lo designó miembro del Consejo de Estado.
Al finalizar ese año se le confirió el empleo de Cuartel Maestre General del Ejército Auxiliar del Perú, a las órdenes del general José Rondeau.

### Arresto domiciliario
Tras la caída del director supremo Carlos María de Alvear, Monasterio se vio también arrastrado por aquel, al igual que muchos partidarios del general. Fue arrestado, enjuiciado como reo de lesa patria y condenado a la licencia y separación absoluta del servicio el 17 de mayo de 1815, aun cuando la sentencia dictada por la Comisión Militar decía que esa disposición: 

"no podia en ningun tiempo inferir el menor perjuicio ni desdoro a su buen nombre y reputacion justamente adquirida, ni a los distinguidos servicios que ha prestado a la patria"

 mientras que por su parte, el mismo fiscal que aconsejaba su separación del servicio militar recomendaba también que: 

"esto no fuera obstáculo para ser empleado según sus conocimientos científicos y circunstancias recomendables que concurren en su persona".

De esta forma, estando detenido en su propia casa, fue autorizado para trasladarse a Río de Janeiro, capital del Reino Unido de Portugal, Brasil y Algarve —mientras su esposa Juana de Sarratea permanecería en la ciudad de Buenos Aires— y adonde se había exiliado el general Alvear, yendo con el objetivo de apoyarlo.

### Exilio en el Brasil
En cuanto llegara Monasterio a Río de Janeiro se comunicaría por carta con Andrés de Villalba quien fuera el ministro de Negocios español en la Corte de aquel país, porque iba a ser el que protegería a Alvear de ser deportado a España debido a que la princesa Carlota Joaquina de Borbón, reina consorte del Estado luso-brasileño, había informado a su hermano, el rey Fernando VII, de la llegada del líder depuesto y de la actitud tomada por su representante en Río, a la instigación del general Gaspar de Vigodet, el antiguo jefe español de Montevideo, que también estaba presente en aquella ciudad. Por recomendación de Manuel José García, Alvear entregó documentos y cartas controvertidas y apócrifas a Villalba detallando las fuerzas militares, los armamentos y el grado de instrucción que se tenía en ese entonces, confirmando la información que ya poseía aquel, en connivencia con Nicolás Herrera, también exiliado allí.
Es en ese contexto que el coronel Monasterio se vio involucrado en el suceso más oscuro de su carrera, el general Alvear enviaba otro informe al ministro español en Río de Janeiro detallando "la fuerza efectiva de línea que tienen las Provincias del Río de la Plata que están en insurrección", como ser tropas de infantería, caballería, artillería y cuerpos cívicos, así como informes acerca del avance del programa de San Martín en Mendoza, la moral de las tropas, la deserción y la situación política de las provincias. La idea era convencer a Villalba para que incitara a los lusobrasileños que invadiesen la Provincia Oriental, derrotando por fin a su enemigo, el caudillo federal José Gervasio de Artigas, considerado el disociador del Estado rioplatense.
Tras esto, encargó a Ángel Monasterio hacer llegar al ministro español una carta de García portando un plano de Buenos Aires con la defensa que se había preparado en caso de invasión. En esas circunstancias, el coronel Monasterio lo perdería todo, además de ver a su familia sumida en la desgracia y la miseria por tenerle que remitir recursos hasta acabar con su patrimonio, que se sumaría a la injusticia de la condena sufrida, por lo cual se deprimiría hasta el punto de afectar su razón.
El principal inconveniente de la invasión portuguesa residiría en la posibilidad de que las provincias argentinas reaccionarían en defensa de su territorio nacional, por lo cual, esa seguridad se la daría García quien fuera contrario de que la Banda Oriental fuese rioplatense, siendo enviado ante Gran Bretaña y la corte real portuguesa de Río, y también con el fin de evitar que apoyaran al Imperio español, en momentos en que este intentara recuperar sus posesiones independizadas en América.
Por otro lado, el nuevo director supremo argentino Juan Martín de Pueyrredón que aunque se diferenciaba del unitarismo radical porteño, opinaba que ellos mismos no tenían la fuerza suficiente para someter a los federales que se iban extendiendo rápidamente sobre todas las provincias, por lo cual veía con buenos ojos una derrota del artiguismo, al que continuaba considerando una expresión de la barbarie y del federalismo que desunía a la nación. En definitiva, terminaría colaborando, ya que no declararía la guerra al reino vecino ante la ocupación de una parte del país que gobernaba, además de atacar de manera constante a las provincias de la Liga Federal, que se verían inhibidas de colaborar con la defensa del territorio oriental artiguista. Hay que tener en cuenta también que llegaría a esa conclusión debido a la intransigencia del Protector de los federales que se negaba rotundamente a reconocer la autoridad del Director Supremo de las Provincias Unidas del Río de la Plata, lo que llevaría a aquel a la convicción de que el caudillo oriental era intratable.
Ante la duda de asegurar que la invasión no continuase hacia Entre Ríos, Pueyrredón envió a Nicolás de Vedia a entrevistarse con Carlos Federico Lecor, quien regresaría con una carta de seguridad de que la aventura portuguesa no pasaría de la Provincia Oriental, obtenida en sus conversaciones con Nicolás Herrera. Pueyrredón enviaría algunas armas y suministros de guerra a Artigas como testimonio de buena voluntad, además de emitir un empréstito de doscientos mil pesos para gastos militares y constituyendo una comisión de guerra encargada de organizar un posible conflicto.
Cuando en junio de 1816 los luso-brasileños invadieron la Provincia Oriental, ocupando Montevideo el 20 de enero del siguiente año y una vez que Lecor pudiera controlar las costas y el territorio oriental al sur del río Negro, al igual que Alvear, el coronel Monasterio decidiría finalmente instalar un negocio en aquella ciudad y por lo cual, embarcaría en la fragata inglesa «Susana» el 6 de septiembre de 1817.

### Fallecimiento
En otro viaje de regreso desde Río de Janeiro en la fragata «Juana», de misma bandera que la anterior, al acercarse a la orilla izquierda del Río de la Plata el 18 de septiembre del mismo año, Ángel de Monasterio perdería la vida en el fuerte temporal que se desató en las playas de Santa Rosa —actual departamento de Canelones— de la entonces Banda Oriental luso-brasileña —o bien Provincia Cisplatina— faltando menos de cuarenta millas para llegar a destino.

## Matrimonio y descendencia
El entonces teniente coronel Ángel Augusto de Monasterio se unió en matrimonio en Buenos Aires el 13 de abril de 1813, con Juana Nepomucena María de los Dolores de Sarratea y Altolaguirre (Buenos Aires, 3 de junio de 1782 - ib., 1856), una de las hermanas del patriota Manuel de Sarratea e hija del noble vasco-español y rico comerciante rioplatense Martín Simón de Sarratea e Idígoras (Oñate de Guipúzcoa, 1743 - Buenos Aires, 1811) quien fuera numerosas veces cabildante de Buenos Aires, y de su esposa desde el 11 de febrero de 1767, Tomasa de Altolaguirre y Pando (n. 20 de diciembre de 1749).

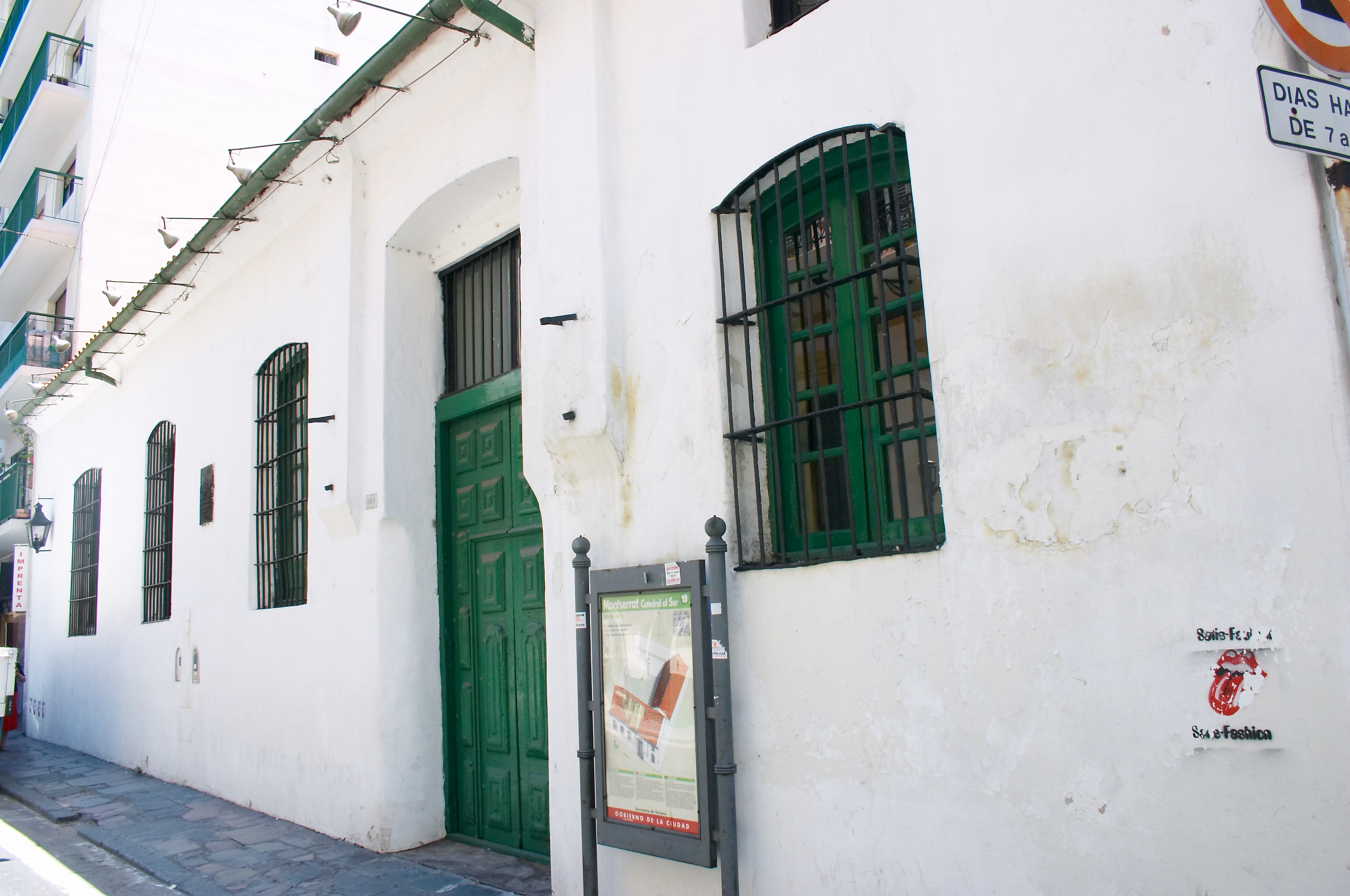
«Casona de Sarratea» del entonces barrio «Bajada de los Dominicos» de Buenos Aires (actual museo Casa de Liniers del barrio Monserrat).

Como antecedente, en el año 1805, Juana de Sarratea había recibido por el fallecimiento de su hermana Martina de Sarratea (n. ib., 20 de febrero de 1772) —casada en la iglesia porteña de La Merced desde el 3 de agosto de 1791 con el futuro virrey Santiago de Liniers y héroe de Buenos Aires durante las invasiones inglesas de 1806 y 1807— por disposición testamentaria de su padre, el usufructo de una casona céntrica en el barrio conocido en esos tiempos como «Bajada de los Dominicos», cerca del convento de esa congregación.
Liniers ya viudo y futuro concuñado de Monasterio, se había instalado con sus hijos en la casona de su suegro, adonde se firmaría —junto a Pedro José Viera, entre otros— la capitulación de William Carr Beresford el 20 de agosto de 1806, por lo cual fuera nombrado conde de Buenos Aires desde el 11 de febrero de 1809. Residiría en ella hasta el 14 de agosto del citado año, cuando el nuevo virrey Baltasar Hidalgo de Cisneros ordenara su traslado a la ciudad de Mendoza hasta que pudiera realizar el viaje que tenía planeado a España. Todo ello ocurriría por causa de ser francés y estar el príncipe regente Fernando VII detenido en Valençay pero Liniers se adelantaría comprando e instalándose en una antigua estancia de los jesuitas en Alta Gracia, de la intendencia de Córdoba del Tucumán.
La herencia de la «Casona de Sarratea» a favor de Juana Sarratea se haría efectiva en el año 1811, luego de la muerte de su padre, Martín de Sarratea Idígoras.
El coronel Ángel Augusto de Monasterio y su mujer Juana María de Sarratea fueron padres de cinco hijos:
- Ángela María Rufina de Monasterio Sarratea[47] (n. Buenos Aires, 30 de noviembre de 1813), fue bautizada el 19 de febrero de 1814, en la parroquia de la Concepción.
- Ángel Mariano de Monasterio Sarratea[48] (Buenos Aires, e/ septiembre y diciembre de 1814 - m. Lima, ¿?)[49] que se trasladó al Perú hacia 1834 y falleció siendo soltero en la casa limeña de su tío materno, el rico comerciante Juan José de Sarratea quien fuera desde 1820 proveedor del Ejército Argentino de la Expedición Libertadora del Perú[40] e íntimo amigo de José de San Martín, y que se había instalado en dicha ciudad después de haber sido declarada la independencia peruana, el 28 de julio de 1821.[50]
- Martina de Monasterio Sarratea[34][51] (ib., 20 de octubre de 1815 - ib., 30 de agosto de 1888)[52] había sido bautizada el mismo día de su nacimiento y se casó el 8 de abril de 1836 con el gallego-español de noble linaje[6] y coronel argentino Nicasio de Biedma Pazos[38] (La Coruña, e/ 1.º de octubre y 14 de diciembre de 1807 - Buenos Aires, 1859), un hijo de Francisco Ramón de Biedma Pedroza (ib., 15 de abril de 1772 - Buenos Aires, 10 de noviembre de 1856) y de su esposa desde el 24 de octubre de 1802, María Tomasa de Pazos Vázquez (n. ib., ca. 1782), y pariente de los hermanos fundadores de pueblos patagónicos argentinos,[53] siendo Antonio de Biedma, fundador del primer Puerto San Julián y del Puerto Deseado, y Francisco de Biedma que estableció Mercedes y Carmen de Patagones, además de haber sido gobernador de la intendencia de Cochabamba en 1785 y en donde sería el mentor de las misiones franciscanas de chiriguanos y chanases en el Chaco Boreal, aprobado por real orden del 30 de marzo de 1797. Martina de Monasterio y Nicasio de Biedma tuvieron cinco hijos:

- Juan José de Biedma Monasterio (Buenos Aires, 14 de mayo de 1837 - ib., 22 de septiembre, 1916) era un comisario de Policía que fuera comandante de caballería mitrista, enlazado desde el 18 de julio de 1856 con Josefa Straw Casiller y que concibieran cinco hijos, siendo uno de ellos José Juan Biedma Straw (ib., 29 de julio de 1864 - ib., 11 de abril de 1933) que fue historiador, director del Archivo General de la Nación y profesor del Colegio Militar de la Nación, que a petición del doctor Antonio Manuel Silva Campero, un médico e íntimo amigo del fallecido doctor Tomás Liberato Perón, le consiguió una beca a su nieto quien fuera el futuro presidente argentino Juan Domingo Perón.
- María Rosario de Biedma Monasterio (Buenos Aires, e/ agosto y 17 de octubre de 1835 - f. 4 de febrero de 1903) que se casó el 9 de abril de 1859 con José de Vergara Larguía y con quien tuvo hijos.
- Tomasa de Biedma Monasterio (ib., e/1 y 17 de febrero de 1843 - ib., 19 de noviembre de 1894) —heredera de la «Casona de Sarratea»— casada el 14 de septiembre de 1867 con su sobrino tercero Ángel de Estrada-Liniers y Perichon de Vandeuil que fue el fundador de la editorial «Estrada» y de la primera fábrica de papel del país ubicada en la bonaerense ciudad de Zárate, además de ser un bisnieto del conde de Buenos Aires y virrey del Río de la Plata, Santiago de Liniers. De este enlace hubo descendencia.
- Martín Biedma Monasterio (Buenos Aires, e/ septiembre y 7 de noviembre de 1850 - ib., 22 de junio de 1909) era un empresario industrial, tipógrafo e impresor que se unió en matrimonio el 10 de noviembre de 1870 con Josefa Magdalena Coronel Somalo (n. ib., e/ abril y 11 de junio de 1847), una hija de Nicolás Coronel Fernández y de Mercedes Somalo Cires. Producto de este enlace hubo tres hijos: Martín, María Gertrudis y Carlos María Biedma.
- Petrona de Biedma Monasterio (n. ca. 1853) matrimoniada con Pedro María Castro Pacheco (n. ca. 1843).

- Tomasa de Monasterio Sarratea[59] (ib. 1816 - ib., 9 de agosto de 1887)[40] que fallecería soltera.[38]
- Manuel de Monasterio Sarratea[6][34] (n. ib., 1817) fue quien fundara el 10 de julio de 1857 la primera «Cámara Sindical» de la Bolsa de Comercio, junto a su concuñado Manuel de Biedma Pazos[6] —el padre del doctor Manuel de Biedma Torres quien fuera médico militar, que con el practicante y futuro doctor Antonio Manuel de Silva Campero, entre otros, actuara en la Guerra de la Triple Alianza— y quienes ocuparan los cargos de vocales de la misma, siendo el primer presidente de la cámara, Thomas Armstrong.[60]

## Homenajes en su memoria
El general Bartolomé Mitre lo llamó el "Arquímedes de la Revolución de Mayo" y afirmó que:

"aunque nacido en España se decidió con ardor por la causa americana, y fundió los cañones, las balas, las bombas y los morteros que sirvieron para poner sitio a Montevideo. Belgrano y Monasterio eran dos hombres nacidos para entenderse por el espíritu de orden matemático de que estaban poseídos y por la actividad y celo que desplegaban en el servicio público"
Mitre, Historia de Belgrano, Volumen II.

En su homenaje, el Batallón de Arsenales 602 del Ejército Argentino lleva el nombre de «Coronel Ángel Monasterio». También lleva su nombre una calle de Buenos Aires, que corre entre Pichincha y Alberti, desde Caseros hasta Mirave.